# クルムシ (バルラス部)
クルムシ（モンゴル語: Qurmši、生没年不詳）とは、大元ウルスに仕えたバルラス部出身の千人隊長。
『元史』などの漢文史料では忽林失(hūlínshī)と表記される。

## 概要
曾祖父は『元朝秘史』や『集史』にも言及されるチンギス・カンに仕えたバルラス部千人隊長ブルガン・カルジャで、クルムシはブルガンの子のフルダイ（許児台）の子のオンギラダイ（甕吉剌帯）の子にあたる。
クルムシは初め宿衛（ケシクテイ）として仕え、ナヤンの乱が起こるとバルラス千人隊を率いて皇太子テムル（後の成宗オルジェイトゥ・カアン）率いる叛乱鎮圧軍に従軍した。ナヤンとの戦いでは雨のように降る矢をかいくぐって敵軍に突撃し、全身に33箇所もの矢傷を受けたが、皇太子テムル自らの指示によって鏃が取り出され一命を取り留めたという。これによってクルムシの軍功は広く知れ渡り、クビライは南宋征服時に得た銀甕・金酒器を下賜している。その後もクルムシは北方のモンゴル高原に留まり、まずはクビライの庶子ココチュの指揮下に入った。
1293年（至元30年）に皇太子テムルが西方のカイドゥ・ドゥアへの抑えとしてモンゴル高原に派遣されるとクルムシもその配下に入り、この時の功績により翰林承旨・万戸とされている。なお、クルムシを初めウズ・テムル、アシャ・ブカ、オルジェイ、ユワスらナヤンの乱討伐〜モンゴル高原出鎮時に皇太子テムルの指揮下にあった者たちはクビライ死後にテムルを擁立するため尽力しており、記録にはないもののクルムシもこれに協力していたのではないかと見られる。更に、テムルの治世中にはカイシャン（後のクルク・カアン）とともに叛王オロス・チャパルらとの戦いにも功績を残し、後に即位したクルク・カアンはモンゴル高原での軍功を踏まえて厚く遇するよう命じている。クルク・カアンの後に即位したブヤント・カアン（仁宗アユルバルワダ）もクルムシを厚く遇するよう指示しているが、間もなくクルムシは亡くなった。
クルムシにはエル・ブリルという息子がおり、天暦の内乱に際しては大都派について活躍している。